# Prenez garde à Batman !
Pour les articles homonymes, voir Batman (homonymie).
Prenez garde à Batman ! (Beware the Batman) est une série télévisée d'animation en infographie diffusée depuis le 13 juillet 2013 sur Cartoon Network. Elle remplace Batman : L'Alliance des héros, arrêtée en avril 2011. La série est produite par Warner Bros. Animation et DC Comics. Elle est aussi diffusée depuis le 11 octobre 2013 sur Teletoon au Canada et depuis le 10 janvier 2014 sur Télétoon au Québec. Le 28 septembre 2014, Cartoon Network diffuse un marathon de 7 épisodes marquant la fin de la série pour des raisons financières.
En France, la série est diffusée depuis le 5 juillet 2014 sur France 4. Elle est diffusée ensuite sur Cartoon Network ainsi que sur Toonami.

## Synopsis
La série prend place pendant les premières années de Bruce Wayne en tant que Batman.
Dans ces nouvelles aventures avec des nouveaux personnages, Batman fait équipe avec Katana, experte en arts martiaux et Alfred Pennyworth, son majordome et ancien agent secret, pour combattre des criminels tels que Anarky, Professeur Pyg, Mr Crapaud, Kraken et Magpie.

## Distribution

### Personnages principaux
- Anthony Ruivivar (V. F. : Adrien Antoine) : Bruce Wayne / Batman
- J.B. Blanc (V. F. : Pierre Dourlens) : Alfred Pennyworth, Batordinateur
- Sumalee Montano (V. F. : Laurence Dourlens) : Tatsu Yamashiro / Katana
- Kurtwood Smith (V. F. : Jean-Claude Sachot) : James Gordon

### Les alliés
- Matthew Lillard (V. F. : Mark Lesser) : Dr Jason Burr
- Tara Strong (V. F. : Chantal Baroin) : Barbara Gordon
- Robin Atkin Downes (V. F. : Philippe Peythieu) : Man-Bat
- Xander Berkeley (V. F. : Constantin Pappas) : Manhunter / Paul Kirk
- Adam Baldwin (V. F. : Julien Meunier) : Metamorpho / Rex Mason

### Les méchants
- Jeff Bennett (V. F. : Bernard Métraux) : Simon Stagg
- J.B. Blanc (V. F. : Marc Perez) : The Key
- J.B. Blanc (V. F. : Thierry Murzeau) : Lunkhead
- Grey DeLisle (V. F. : Charlyne Pestel) : Magpie / Margaret Sorrow
- Robin Atkin Downes (V. F. : Jean-François Aupied) : Deathstroke
- Greg Ellis (V. F. : Pierre Laurent puis Marc Perez) : Phosphorus Rex / Milo Match
- Brian George (V. F. : Thierry Murzeau) : Professeur Pyg
- Finola Hughes (V.F. : Malvina Germain) : Lady Shiva
- Matt L. Jones (V. F. : Pierre Laurent) : Humpty Dumpty / Humphrey Dumpler
- Udo Kier (V. F. : Marc Perez) : Monsieur Crapaud
- Wallace Langham (V.F. : Bernard Métraux) : Anarky
- Lance Reddick (V.F. : Jean-Claude Donda) : Ra's al Ghul
- James Remar (V. F. : Bernard Métraux) : Silver Monkey
- Wade Williams (V. F. : Thierry Murzeau) : Killer Croc
- Michael-Leon Wooley (V. F. : Saïd Amadis) : Tobias Whale
- Arif S. Kinchen (V. F. : Mark Lesser) : Daedalus Boch
- Carlos Alazraqui (V. F. : Jean-François Vlérick) : Junkyard Dog
- Bruce Thomas : Dr Anatol Mykros

### Autres personnages
- Tisha Terrasini Banker (V. F. : Laura Préjean) : Dr Ava Kirk
- Emmanuelle Chriqui (V. F. : Alexandra Garijo) : Sapphire Stagg
- Christopher McDonald (V. F. : Jérôme Pauwels) : Harvey Dent
- Michael Patrick McGill (V. F. : Michel Vigné) : Officer O' Brien
- Sumalee Montano (V. F. : Chantal Baroin puis Alexandra Garijo puis Laura Préjean) : Madison Randall
- CCH Pounder (V. F. : Chantal Baroin puis Odile Schmitt) : Maire Marion Grange
- Cree Summer (V. F. : Céline Melloul) : Bethanie Ravencroft
- Beth Tapper (V. F. : Pauline de Meurville) : Jocelyn Kilroy
- Sumalee Montano (V. F. : Pauline de Meurville) : Azurra
- James Arnold Taylor (V. F. : Thierry Murzeau) : William Benjamin
- Ian James Corlett (V. F. : Marc Perez) : Joe Braxton
- Gary Anthony Williams (V. F. : Jean-François Vlérick) : Michael Holt
- Brian George (V. F. : Marc Perez) : Liam Taylor
- Anthony Ruivivar (V. F. : Thierry Murzeau) : Thomas Wayne

- Version française
  - Société de doublage : Dubbing Brothers
  - Direction artistique : Céline Krief
  - Adaptation des dialogues : Michel Berdah et Isabelle Neyret

## Fiche technique
- Titre original : Beware the Batman
- Titre français : Prenez garde à Batman !
- Création : Glen Murakami, Sam Register
- Réalisation : Sam Liu, Curt Geda, Rick Morales,
- Scénario : Greg Weisman, Mark Banker, Mitch Watson
- Direction artistique : Dan Norton
- Son : Robert Hargreaves
- Musique : Frederik Wiedmann
- Casting : Andrea Romano
- Design des personnages : Thomas Perkins
- Animation : Sreemanendu Bhatta, Aniket Shelgikar
- Production : Glen Murakami, Mitch Watson
  - Production exécutive : Sam Register
- Société(s) de production : DC Entertainment, Warner Bros. Animation
- Sociétés de distribution : Turner Broadcasting System
- Pays d'origine :  États-Unis
- Langue originale : Anglais
- Format : couleur
- Genre : Action, Aventure
- Durée : 22 minutes

Source : IMDb

## Épisodes
| Saison | Saison | Nombre d'épisodes | Diffusion originale | Diffusion originale                                        | Diffusion originale | Diffusion originale | Diffusion québécoise | Diffusion québécoise | Diffusion québécoise | Diffusion québécoise | Diffusion française | Diffusion française | Diffusion française | Diffusion française |
| Saison | Saison | Nombre d'épisodes | Année               | Jour et heure                                              | Début de saison     | Fin de saison       | Année                | Jour et heure        | Début de saison      | Fin de saison        | Année               | Jour et heure       | Début de saison     | Fin de saison       |
| ------ | ------ | ----------------- | ------------------- | ---------------------------------------------------------- | ------------------- | ------------------- | -------------------- | -------------------- | -------------------- | -------------------- | ------------------- | ------------------- | ------------------- | ------------------- |
|        | 1      | 26                | 2013-2014           | Samedi 09h30 (Cartoon Network) Samedi 03h00 ([adult swim]) | 13 juillet 2013     | 27 septembre 2014   | 2013-2014            | Vendredi 20h30       | 10 janvier 2014      | 5 décembre 2014      | 2013-2014           | Samedi 20h45        | 5 juillet 2014      | inconnue            |

### Première saison (2013-2014)
1. Pris en chasse (Hunted)
2. Secrets (Secrets)
3. Mise à l'épreuve (Tests)
4. Risque zéro (Safe)
5. Fêlé (Broken)
6. Toxique (Toxic)
7. Bienvenue dans la famille (Family)
8. Alliés (Allies)
9. Contrôle absolu (Control)
10. Sacrifice (Sacrifice)
11. Instinct (Instinct)
12. Attirance (Attraction)
13. La Chute (Fall)
14. Ténèbres (Darkness)
15. Allégeance (Reckoning)
16. Nexus (Nexus)
17. Les Monstres (Monsters)
18. Les jeux (Games)
19. Animal (Animal)
20. Manbat (Doppelganger)
21. Unique (Unique)
22. Héros (Hero)
23. Choix (Choices)
24. Epitaphe (Epitaph)
25. Torsion (Twist)
26. Seul (Alone)

## Média

### DVD et Blu-ray
| Intitulé du coffret | Nombre d'épisodes | Sortie                             | Sortie                             | Sortie                      | Sortie                      | Nombre de disques | Nombre de disques | Éditeur           |
| Intitulé du coffret | Nombre d'épisodes | Zone 1 (dont États-Unis et Canada) | Zone 1 (dont États-Unis et Canada) | Zone 2 (Europe dont France) | Zone 2 (Europe dont France) | Nombre de disques | Nombre de disques | Éditeur           |
| Intitulé du coffret | Nombre d'épisodes | DVD                                | Disque Blu-ray                     | DVD                         |                             |                   |                   | Éditeur           |
| ------------------- | ----------------- | ---------------------------------- | ---------------------------------- | --------------------------- | --------------------------- | ----------------- | ----------------- | ----------------- |
| Shadows of Gotham   | 13                | 18 février 2014                    | 18 février 2014                    | 11 février 2015             | 11 février 2015             | 2                 | 1                 | Warner Home Vidéo |
| Dark Justice        | 13                | 30 septembre 2014                  | 30 septembre 2014                  | 11 février 2015             | 11 février 2015             | 2                 | 1                 | Warner Home Vidéo |

### Bande dessinée
Les éditions DC Comics éditent une série intitulé Beware the Batman.
1. Beware the Batman - Chapitre 1, paru le 2 novembre 2013 ;
2. Beware the Batman - Chapitre 2, paru le 16 novembre 2013 ;
3. Beware the Batman - Chapitre 3, paru le 30 novembre 2013 ;
4. Beware the Batman - Chapitre 4, paru le 19 décembre 2013 ;
5. Beware the Batman - Chapitre 5, paru le 31 décembre 2013 ;
6. Beware the Batman - Chapitre 6, paru le 15 janvier 2014 ;
7. Beware the Batman - Chapitre 7, paru le 29 janvier 2014 ;
8. Beware the Batman - Chapitre 8, paru le 12 février 2014 ;
9. Beware the Batman - Chapitre 9, paru le 26 février 2014 ;
10. Beware the Batman - Chapitre 10, paru le 12 mars 2014 ;
11. Beware the Batman - Chapitre 11, paru le 26 mars 2014 ;
12. Beware the Batman - Chapitre 12, paru le 9 avril 2014 ;